# Ботфорты

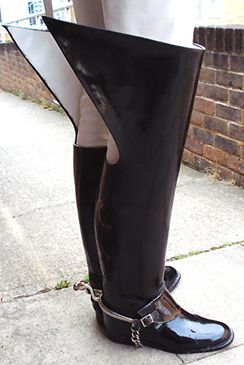
Ботфорты

Ботфорты (фр. bottes fortes — букв. «сильные сапоги») — кавалерийские сапоги с длинными стоячими голенищами, имеющие наверху пришивные клапаны (раструбы), закрывающие колено.
Устаревшая форма слова — боторты.

## История
Изначально были изобретены как обувь всадника, помогающая ему длительное время находиться в седле: сапоги были жесткие по голенищу, практически не гнулись ни в коленях, ни в щиколотках.
Ботфорты являлись форменной военной обувью кавалеристов в странах Европы в Средние века, в Русской армии использовались в XVII—XVIII веках в форменной одежде кирасир и драгун, изредка — пехотинцев.
Ботфорты также носились представителями высшего сословия, дворянства. Известно пристрастие к ботфортам Петра I.

И вдруг, поскрипывая крыльцом и сапогами, молодцевато сошел во двор молодой Вавич. Вольнопер второго разряда. С маленькими усиками, с мягонькими, черненькими. Затянулся ремешком: для кого, в пустом дворе? Ботфорты начищены, не казённые — свои, и не франтовские — умеренные. Вкрадчивые ботфорты. Не казённые, а цукнуть нельзя.— Б. С. Житков. Прикладка, «Виктор Вавич»: Роман/Предисл. М. Поздняева; Послесл. А. Арьева. — М.: Издательство Независимая Газета, 1999. — 624 с.

## Современность
Сейчас «ботфортами» часто называют сапоги определённого фасона, с раструбом выше колена.
К 2000 годам различные дизайнеры стали включать ботфорты в свои новые коллекции в качестве повседневной обуви. Ботфорты стали комбинировать с простыми и местами даже скромными нарядами, а не вызывающими как было раньше.
На рынок вышло огромное количество разнообразных моделей. Они отличались по многим факторам, материал, цвет, высота и толщина каблука, острые или округленные носки. Также их стали украшать мехом, стразами и различной вышивкой.

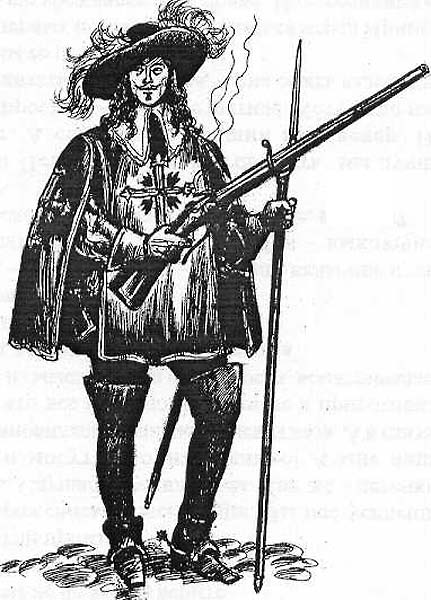
Королевский мушкетёр в ботфортах
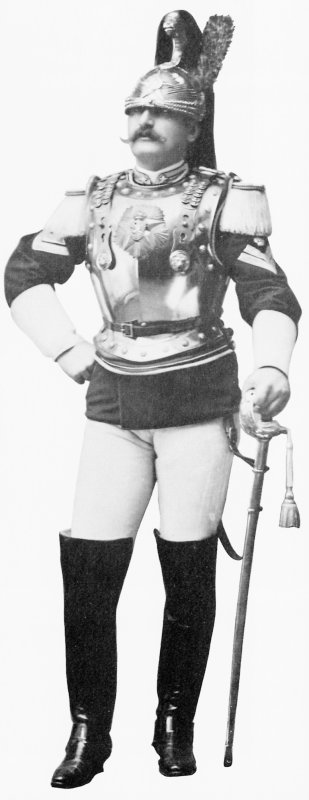
Кирасир в ботфортах
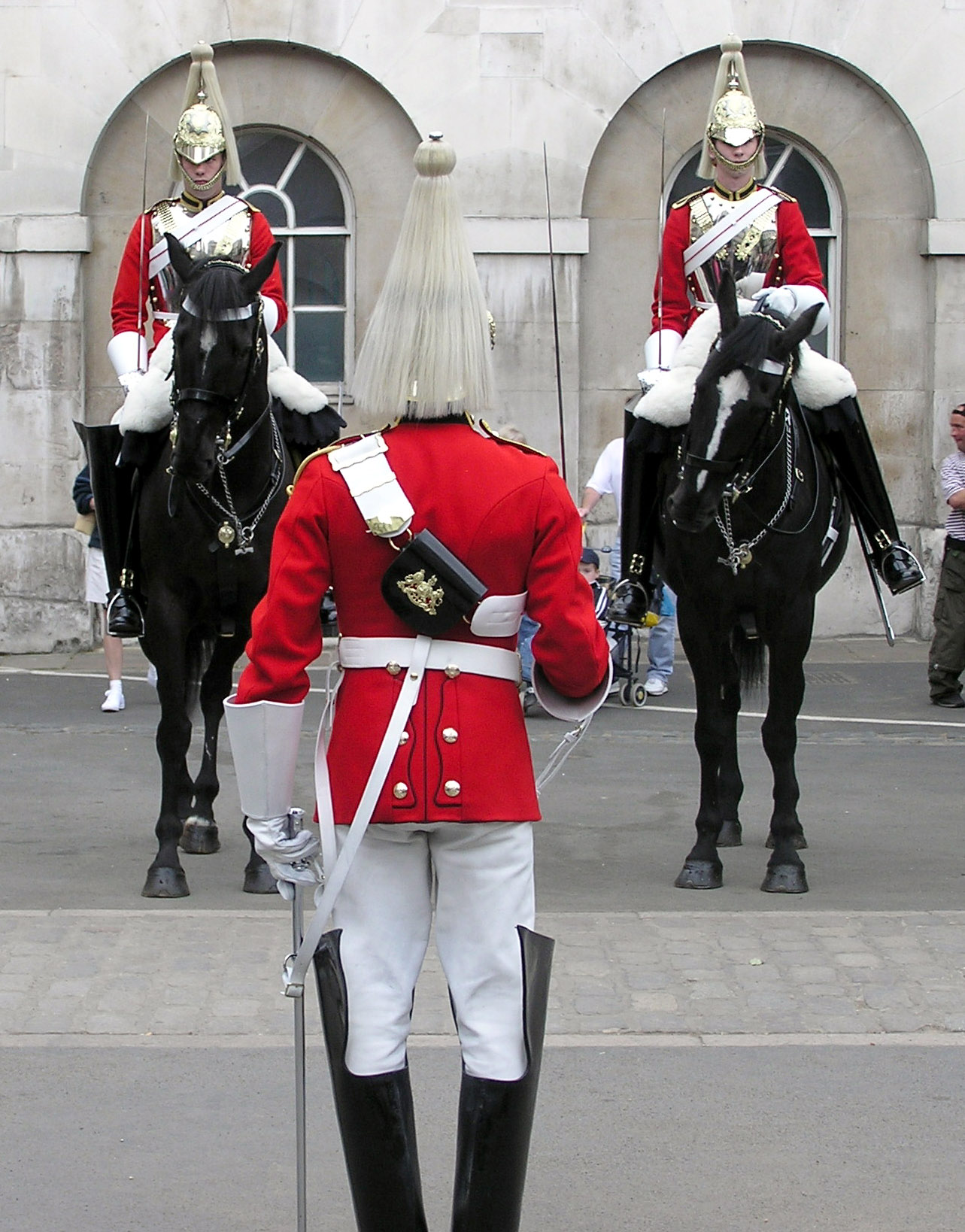
Смена караула эскадрона Лейб-гвардии; видны пикельхельмы, панталеры и ботфорты. Уайтхолл, Лондон